# Josina Walburgis van Löwenstein-Wertheim-Rochefort
Josina Walburgis van Löwenstein-Wertheim-Rochefort, född 1615, död 25 december 1683, var regerande furstlig abbedissa av det självständiga klosterstiftet Thorn från 1631 till 1632, och som sådan monark inom det tysk-romerska riket. 
Hon var dotter till greve Johann Dietrich von Löwenstein-Wertheim-Rochefort (1585–1644) och Josina de la Marck (1583–1626). 
Hon blev vid tolv års ålder placerad av sin far i klostret Thorn, där hennes moster Anna von der Marck då var abbedissa, och hennes andra moster Josina II von der Marck tidigare hade haft samma ämbete. I mars 1631 efterträdde hon på sin fars önskan vid sexton års ålder sin moster som regerande furstinna och abbedissa av Thorn. 
16 december 1632 gifte hon sig i hemlighet med sin älskare, greve Herman Frederik van den Bergh (1605–1669). När äktenskapet strax efter avslöjades utbröt en stor skandal; hon avsattes från sitt ämbete och blev av sin far inlåst i ett kloster i Rochefort. Fyra år senare lyckades hon rymma och återförena sig med sin man. Paret levde sedan tillsammans på ett slott i Berlicum och i Maastricht. Inga barn är kända. Hon och hennes make är också kända för sin skulpterade gravvård.